# Bundabrilla clovella
Bundabrilla clovella är en insektsart som beskrevs av Webb 1983. Bundabrilla clovella ingår i släktet Bundabrilla och familjen dvärgstritar. Inga underarter finns listade i Catalogue of Life.